# محمد کیوان قزوینی
محمد یحیی کیوان قزوینی (۱۲۶۴ش -۱۳۰۴ش) متولد قزوین معروف به «واعظ قزوینی» و «شیخ یحیی واعظ» روحانی  و روزنامه نویس سوسیالیست بود که در آستانه خلع سلطنت قاجاریه در تهران ترور شد.
پدرش «شیخ اسماعیل واعظ» از وعاظ و صوفیان قزوین بود.
وی صاحب، مدیر و سردبیر روزنامه نصیحت و از دوستان ملک‌الشعرای بهار بود. محمد کیوان قزوینی در ۷ آبان سال ۱۳۰۴ در حالی که روزنامه اش توقیف شده و در تهران بسر میبرد ترور شد.
برخی گفته اند  «ملک الشعرای بهار» از طرف مخالفین محکوم به مرگ شده بود و «محمد کیوان قزوینی» بخاطر شباهت چهره به جای وی  کشته شد.
روایت دیگری نیز وجود دارد که وی به‌خاطر این که برادرش عباسعلی کیوان قزوینی از افراد با نفوذ و نزدیک به سلسله قاجار بوده‌است ترور شده‌است.
برخی معتقدند قتل واعظ به دلیل مقالات تند او علیه نظامیان و سردار سپه بوده و این قتل کاملاً عامدانه و آگاهانه یکروز قبل از اعطای سلطنت به رضاخان در راستای اهداف سردار سپه و طرفدارانش بوده‌است.  
نقل قول از کتاب مرتضی کیوان:
"واعظ قزوینی یکی از نخستین ترقی خواهان سوسیالیست و شهرستانی ایران بوده‌است. این شخص که در سال‌های آخر جنگ جهانی اول و بلا فاصله بعد از انقلاب کبیر اکتبر مرام سوسیالیسم را انتخاب کرده بود، روزنامه نصیحت را در اختیار مارکسیست‌های آن دوره گذاشت.
گفته می‌شوداو از اهالی سرشناس قزوین بود که کلامش کاری بوده ... درست در بحبوحه خلع احمد شاه قاجار و به قدرت رسیدن رضا میرپنج، روزنامه نصیحت را توقیف می‌کنند و شیخ یحیی برای آزاد کردن آن به تهران به سراغ دوستانش در مجلس شورای ملی می‌رود و هنگامی که غروب هفتم آبانماه ۱۳۰۴ وارد میدان بهارستان می‌شود به ضرب گلوله از پا در می‌آید."